# Kabinetsformatie Nederland 1946

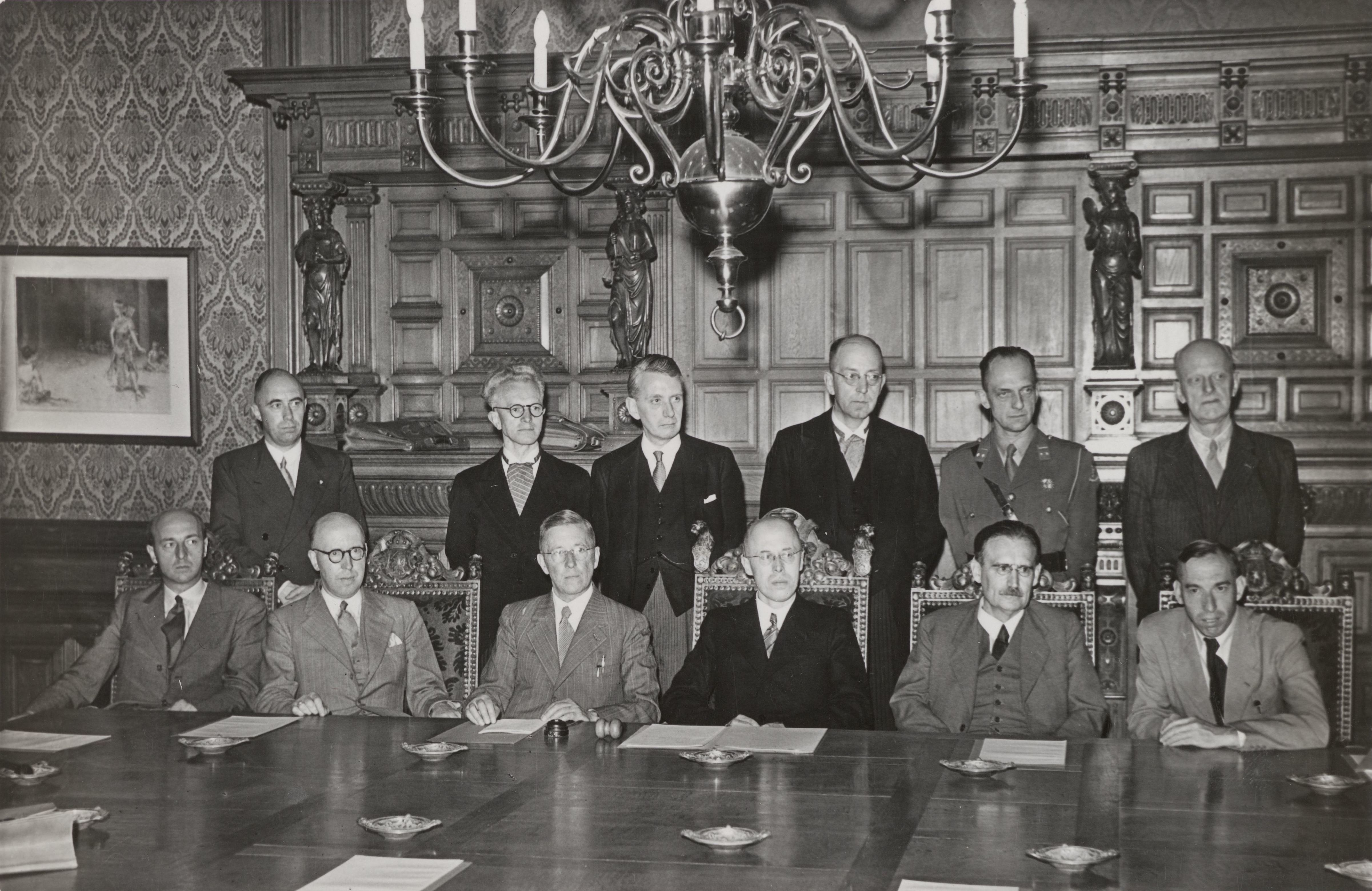
Kabinet-Beel I in juli 1946. Afwezig zijn Eelco van Kleffens en Jules Schagen van Leeuwen.

Een kabinetsformatie vond in Nederland plaats na de Tweede Kamerverkiezingen van 16 mei 1946. Dit resulteerde op 3 juli 1946 in het kabinet-Beel I. De coalitie werd gevormd door de Katholieke Volkspartij (KVP) en de Partij van de Arbeid (PvdA).

## Achtergrond

### Kabinet-Schemerhorn-Drees
Na de bevrijding van de Duitse bezetting in Nederland benoemde koningin Wilhelmina het kabinet-Schermerhorn-Drees, bestaande uit de Roomsch-Katholieke Staatspartij (RKSP), de Sociaal-Democratische Arbeiderspartij (SDAP) en de Vrijzinnig-Democratische Bond (VDB). Dit kabinet moest orde op zaken stellen en de verkiezingen voorbereiden.

### Verkiezingen

Zetelverdeling van de Tweede Kamer na de verkiezingen van 1946:
CPN: 10
PvdA: 29
PvdV: 6
ARP: 13
CHU: 8
KVP: 32
SGP: 2

## Formateur Beel
De KVP wilde graag dat één formateur werd aangewezen, vanuit hun kring. De PvdA wilde dat hun partijleider Willem Drees aangesteld werd als medeformateur. Omdat KVP-partijleider Carl Romme op bezwaar van PvdA zou kunnen rekenen, stelde Romme voor om KVP-minister van Binnenlandse Zaken Louis Beel aan te wijzen als formateur, ondanks bezwaar van Beel zelf. Wilhelmina nam dit advies over en benoemde op 27 mei Beel als formateur. Zijn opdracht was een kabinet te vormen "dat geacht mag worden het vertrouwen van de Tweede Kamer te genieten".
Beel schreef een uitvoerig program, wat hij op 31 mei met Romme besprak. Op 3 juni besprak hij vervolgens het program met PvdA-fractievoorzitter Marinus van der Goes van Naters. Van der Goes van Naters maakte bezwaar tegen andere partijen in de coalitie dan KVP en PvdA. Andere fractievoorzitters die Beel sprak, weigerden deelname, vanwege te veel afwijkende standpunten, waaronder op het gebied van Indonesië. Op 17 juni bereikten de fracties van KVP en PvdA overeenstemming over het program.
Beel wilde over het beleid omtrent Indonesië extra informatie inwinnen. Samen met Drees reisde hij op 22 juni naar Londen om te spreken met de diplomaten Alidius Tjarda van Starkenborgh Stachouwer, Edgar Michiels van Verduynen en Eelco van Kleffens. Zij raadden aan de kwestie in de Verenigde Naties te behandelen. Tegen hun advies in gingen Beel en Drees verder met de zending van troepen en wilden ze de Britten laten bemiddelen.
Op 1 juli vond het constituerend beraad plaats en twee dagen later werden de ministers beëdigd.